# Chiesa di San Martino (Faido)
La chiesa parrocchiale di San Martino di Tours è un edificio religioso che si trova a Calonico, frazione di Faido in Canton Ticino. L'edificio venne eretto in posizione isolata su di uno strapiombo in Valle Leventina.

## Storia
La prima costruzione risale al XII secolo, in stile romanico, ma nel tempo la chiesa è stata oggetto di numerosi rimaneggiamenti ed ampliamenti, fino al più importante di essi effettuato nel XVII secolo. Il campanile è rimasto quello della costruzione originaria.

## Descrizione
La chiesa si presenta con una pianta ad unica navata, coperta da una volta a botte. Gli affreschi che ornano l'interno sono stati realizzati fra la fine del XIX e l'inizio del XX secolo.